# Pteronemobius regulus
Pteronemobius regulus är en insektsart som först beskrevs av Henri Saussure 1877.  Pteronemobius regulus ingår i släktet Pteronemobius och familjen syrsor. Inga underarter finns listade i Catalogue of Life.